# 格林蘭鎮區 (阿肯色州華盛頓縣)
格林蘭鎮區（英語：Greenland Township）是位於美國阿肯色州華盛頓縣的一個行政鎮區。

## 地方資料
格林蘭鎮區的面積為56.61平方千米，當中陸地面積為56.14平方千米，而水域面積為0.47平方千米。根據2010年美國人口普查的數據，當地共有人口2624人，而人口密度為每平方千米46.35人。